# Вакаса (Тоттори)
Вакаса (яп. 若桜町 Вакаса-тё:) — посёлок в Японии, находящийся в уезде Ядзу префектуры Тоттори. Площадь посёлка составляет 199,31 км², население — 3457 человек (1 августа 2014), плотность населения — 17,34 чел./км².

## Географическое положение
Посёлок расположен на острове Хонсю в префектуре Тоттори региона Тюгоку. С ним граничат города Тоттори, Ябу, Сисо, посёлки Тидзу, Ядзу, Ками, Синъонсен и село Нисиавакура.

## Население
Население посёлка составляет 3457 человек (1 августа 2014), а плотность — 17,34 чел./км². Изменение численности населения с 1980 по 2005 годы:
| 1980 | 6633 чел. |  |
| 1985 | 6337 чел. |  |
| 1990 | 6004 чел. |  |
| 1995 | 5548 чел. |  |
| 2000 | 4998 чел. |  |
| 2005 | 4378 чел. |  |

## Символика
Деревом посёлка считается сакура.